# Malubiting
Le Malubiting est une montagne qui s'élève à 7 458 m d'altitude. Il est situé dans au Pakistan, dans les monts Rakaposhi-Haramosh, dans le Karakoram.